# ماريان فوستر
ماريان فوستر (بالإنجليزية: Marian Foster)‏ هي مقدمة تلفزيونية بريطانية، ولدت في 19 مارس 1948.

## وصلات خارجية
- ماريان فوستر على موقع IMDb (الإنجليزية)